# Susuz
Susuz (ehemals Cilavuz, kurdisch Cilawûz) ist eine Stadt und ein Landkreis der Provinz Kars im Nordosten der Türkei. Die Stadt liegt ca. 20 km nördlich der Provinzhauptstadt Kars. Sie liegt an der Fernstraße D 965 (E 691), die den Kreis in Nord-Süd-Richtung durchquert.
Der Landkreis Susuz wurde am 1. April 1959 geschaffen (Gesetz Nr. 7033). Bis dahin war eine Nahiye im zentralen Landkreis (Merkez İlçe) der Provinzhauptstadt Kars. 1955 erbrachte die letzte Volkszählung vor der Eigenständigkeit 22.429 Einwohner in 34 Ortschaften (Mevkiller).
Susuz liegt im Norden der Provinz und grenzt an den zentralen Landkreis (Merkez) Kars im Süden, an den Kreis Arpaçay im Nordosten, an den Kreis Akyaka im Osten sowie an die Provinz Ardahan im Norden und Westen.
Ende 2020 bestand der Kreis neben der Kreisstadt (2020: 20,9 % der Kreisbevölkerung) aus 27 Dörfern (Köy) mit durchschnittlich 291 Bewohnern. Büyükçatak ist mit 740 Einwohnern das größte Dorf.

## Persönlichkeiten
- Qanatê Kurdo (1909–1985), kurdischer Autor, Sprachforscher und Akademiker